# Glock 42
Die Glock 42 ist eine halbautomatische Pistole im Kaliber .380 ACP der Firma Glock. Das Magazin der ungeladen nur 390 Gramm schweren Waffe fasst 6 Patronen. Durch die überaus kompakten Abmessungen eignet sie sich besonders gut zum verdeckten Tragen.